# 刘纪明
刘纪明（？—），男，汉族，中华人民共和国政治人物。现任香港亿利达工业发展集团主席，上海市政协常委。第十四届全国政协委员。